# Klementyna Hoffmanowa
Klementyna Hoffmanowa, född Tańska 23 november 1798 i Warszawa, död 15 september 1845 i Passy vid Paris, var en polsk författare. Hon var gift med Karol Boromeusz Hoffman.
Redan hennes första skrift, Pamiatka po dobrej matce (Minne av min goda mor), gjorde henne till en omtyckt författare och gav henne stort inflytande på det kvinnliga uppfostringsväsendet i Polen. Dels i en av henne 1824 uppsatt tidskrift, "Rozrywki dla dzieci" (Förströelse för barn), dels i särskilda arbeten författade hon berättelser för barn.  
År 1827 utnämndes hon till föreståndarinna för lärarinneinstitutet, och samtidigt lämnades åt henne överinseendet över flickskolorna i Warszawa. År 1828 ingick hon äktenskap, följde efter revolutionens slut (1831) sin man till utlandet och bosatte sig i Paris. Där sysselsatte hon sig med undervisning av polska emigranters barn och ett omfattande skriftställeri. Hennes efterlämnade arbeten utgavs 1849, ny upplaga 1875–1877.